# Gozzo (Bootstyp)

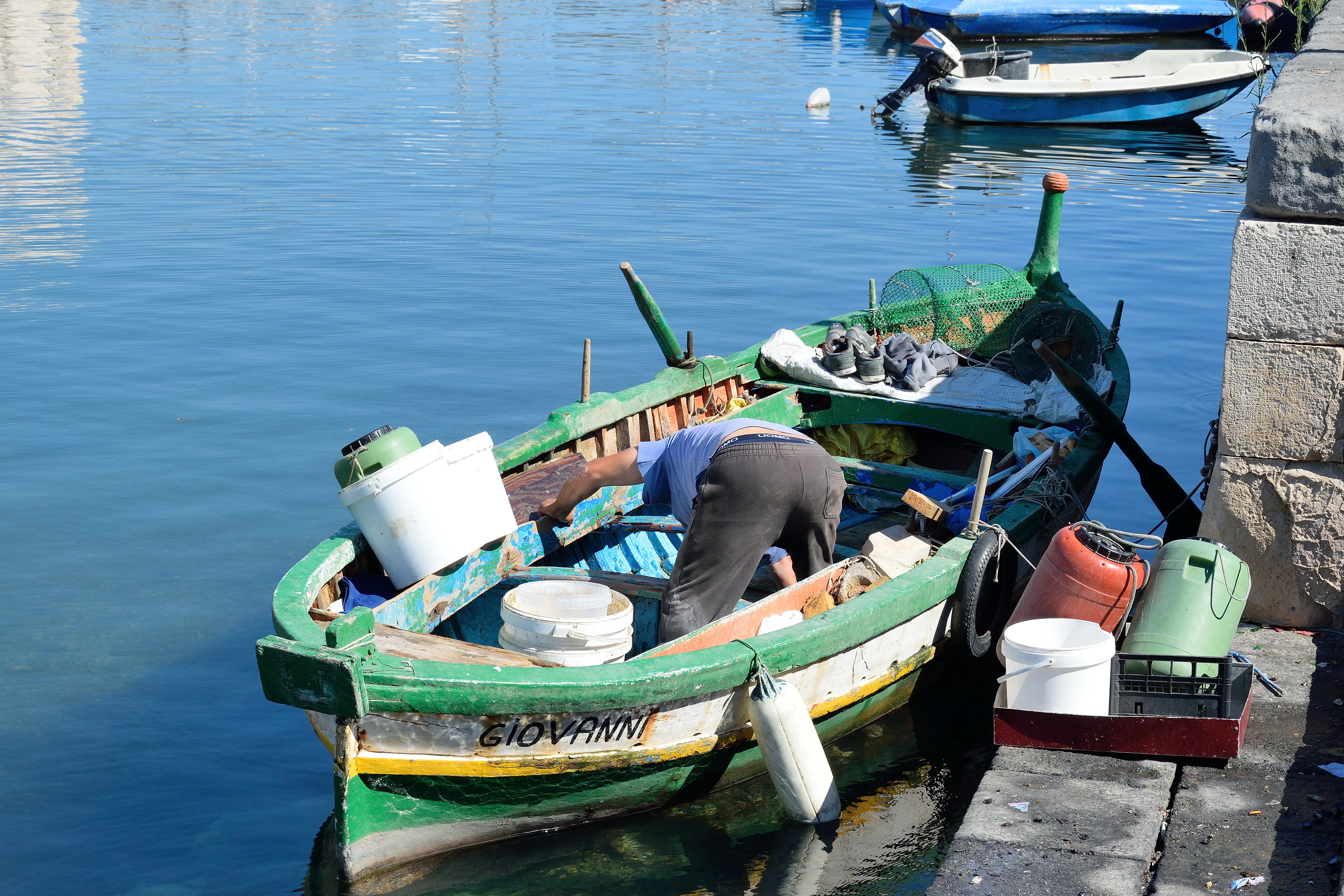
Gozzo mit Fischer

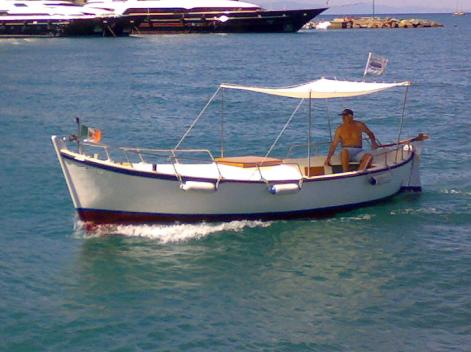
Gozzo als Badeboot

Ein Gozzo (im Italienischen "il gozzo", also "der Gozzo") ist ein allgemeiner Begriff für ein italienisches Fischerboot, das in heutiger Zeit meist als Freizeitboot benutzt wird. Die Art des Bootes kann nicht mehr mit den Fangergebnissen moderner Trawler mithalten. In Küstennähe gibt es noch Kleinfischerei mit der Bootsform.
Durch die Bauweise entsteht viel Platz auf dem Deck, so dass vom Sonnenbaden bis Privatfischerei allerlei Möglichkeiten geboten werden. Durch die generell niedrige Geschwindigkeit sind die Boote für das Schleppfischen mit mehreren Leinen gut geeignet.

## Geschichte
Die Geschichte geht in der Bauform zurück bis in das Römische Reich. Zu Beginn des 18. Jahrhunderts wurde es wegen des Platzes und guter Manövrierfähigkeit für den Fischfang populär, wegen der Stabilität später auch für den Gütertransport oder andere kommerzielle Zwecke, wie Fährverkehr, genutzt.
Man findet Gozzi (Mehrzahl von "Gozzo") in nahezu allen Regionen Italiens, meist in Ligurien und Kampanien, wo sie noch begrenzt zum Fischfang eingesetzt werden, aber auch in Sizilien, Apulien oder der Toskana. Die Benennungen unterscheiden sich je nach Dialekt, die grundsätzliche Bauform kaum.
Auf der adriatischen Seite des Mittelmeers, wo wegen des meist sandigen Grundes kein derart massiver Kiel nötig war, ist die Bauform weniger verbreitet.
Ende des 19. Jahrhunderts importierten italienische Immigranten die Bauform bis in die USA und wurden dort „Dago boats“ genannt.

## Aufbau

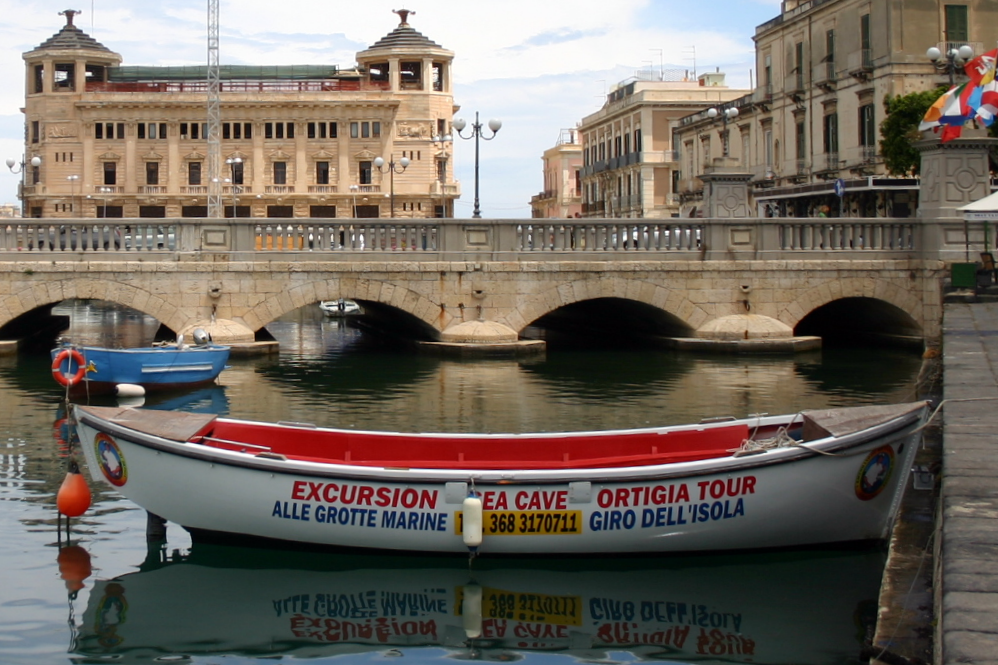
Gozzo für Ausflüge in Syrakus

Ein Gozzo ist ein Spitzgattboot, das Heck sieht dem Bug ähnlich. Das Boot ist ziemlich breit im Verhältnis zur Gesamtlänge. Das führt zu einer hohen Stabilität im Wasser, auch bei leichtem Wellengang.
Ursprünglich nur aus Holz gefertigt, wurden Gozzi zunehmend, bei ähnlicher Innenstruktur, mit Glasfaser-verstärktem Kunststoff beschichtet. In heutiger Zeit werden kleinere Boote, bis ca. 5 Meter Länge, auch komplett in Formen produziert.
Ein massiver Kiel, der vom Heck bis zum Bug auch über die Wasserlinie ragt, trägt Spanten, an denen die Beplankungen versetzt befestigt sind. Der durchgehende Kiel fungiert auch als Strömungsträger. Die starke Struktur ermöglicht oben über der Wasserlinie Querbalken zu setzen und so ein begehbares Deck, unter dem sich ein großer Stauraum für nautische Ausrüstung und/oder den Fang befindet, oder Sitzbänke zu schaffen.
Am Heck wird oft das Deck weggelassen. Ein kleiner Fahrstand oder Arbeitsplatz für die Besetzung entsteht. Gesteuert wird bei kleineren Ausführungen mit einer Ruderpinne, größere Boote verfügen über eine Kabine und ein Ruderhaus oder Ruderstand.
Der innere Aufbau ist je nach Zweck unterschiedlich und es gibt in Italien je nach Region leicht verschiedene Bauformen. So wird zum Beispiel das Deck komplett weggelassen, wenn reiner Personentransport gewünscht ist. Als Badeboot wird auf dem Deck mit Polstern eine große Liegefläche erreicht. Unter dem Deck ist Platz für einen Kühlschrank und Verpflegung.

## Antrieb

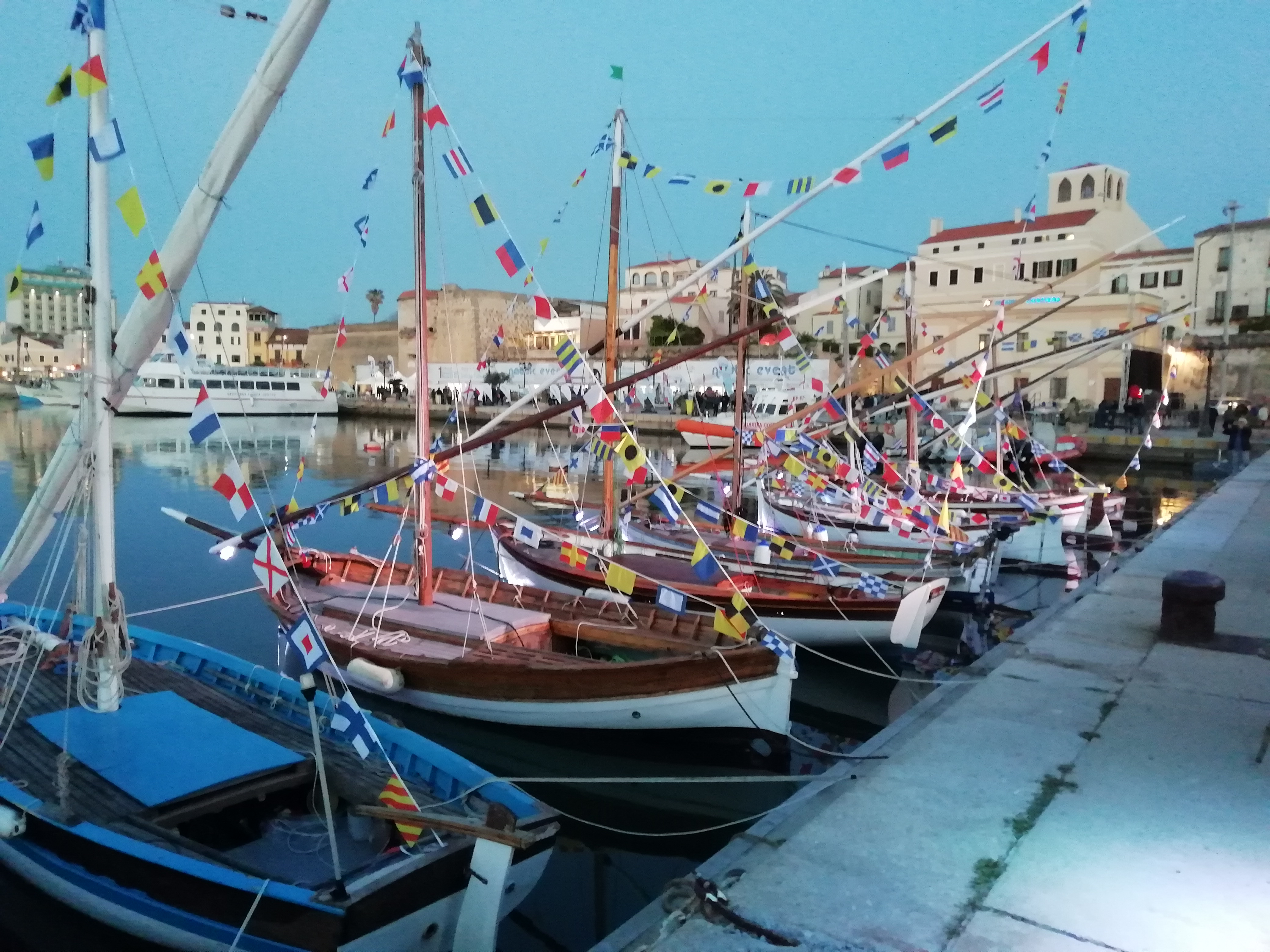
Gozzi mit Segel in Alghero

Kleinere Ausführungen waren von Beginn an Ruderboote, die meist stehend auf dem Deck mit langen Rudern voran getrieben wurden. Größere Gozzi verfügten über einem etwa mittigen Mast, an dem ein Lateinersegel befestigt war, zum Teil unterstützt durch ein Vorsegel.
Mit der Verbesserung von Verbrennermotoren wurden kleine Innenborder, meist auf Dieselbasis eingebaut. Die günstige Strömungslinie der Gozzi ermöglichte einen ökonomischen Vortrieb. Heute werden kleinere Boote aus Platzgründen mit einem Außenborder angetrieben. Der Motor ersetzt dann die Pinne.
Ein Gozzo ist ein Verdrängerboot, durch einen "Trick" in der Bauform kann ein Wellenbinder entstehen, der höhere Rumpfgeschwindigkeiten erlaubt. Dazu wird ein "Spoiler" an der Wasserlinie am Heck angebracht.

## Benennungen
Der eigentliche Begriff stammt möglicherweise von "Gozzo ligure", also aus Ligurien. In anderen Gegenden und/oder Dialekten wird das Boot anders genannt. Gozzo hat sich als Allgemeinbegriff durchgesetzt.
Filuga in der Region Ponza. Spagnolette Sarda auf Sardinien. Das Corallina napoletana in der Region Neapel war meist mit einem Lateiner- und Vorsegel ausgestattet. Das Gozzo Sorrentino hat einen hohen Bugspriet. Kompliziert wird es in Sizilien: Buzzu, Uzzu, Vuzzu bezeichnet immer ein kleines Wassergefährt und hat arabische Wurzeln. Bis hin zu Malta, wo es Luzzu genannt wird.
Allen gemeinsam ist das Spitzgatt, welches das Gozzo von anderen Booten mit Spiegel- oder Plattgatt unterscheidet.

## Trivia
Wenn ein Tourist in Italien einen alten Hafen fotografiert, ist nahezu sicher mindestens ein Gozzo auf dem Bild. 
In vielen italienischen Souvenirläden werden Modelle von Gozzi oder die in Italien beliebten Kühlschrankmagneten mit Abbildungen verkauft.
Ein Gozzo "Luzzu" findet sich auf den Geldmünzen aus Malta, stellt ein nationales Symbol dar.

## Bildergalerie

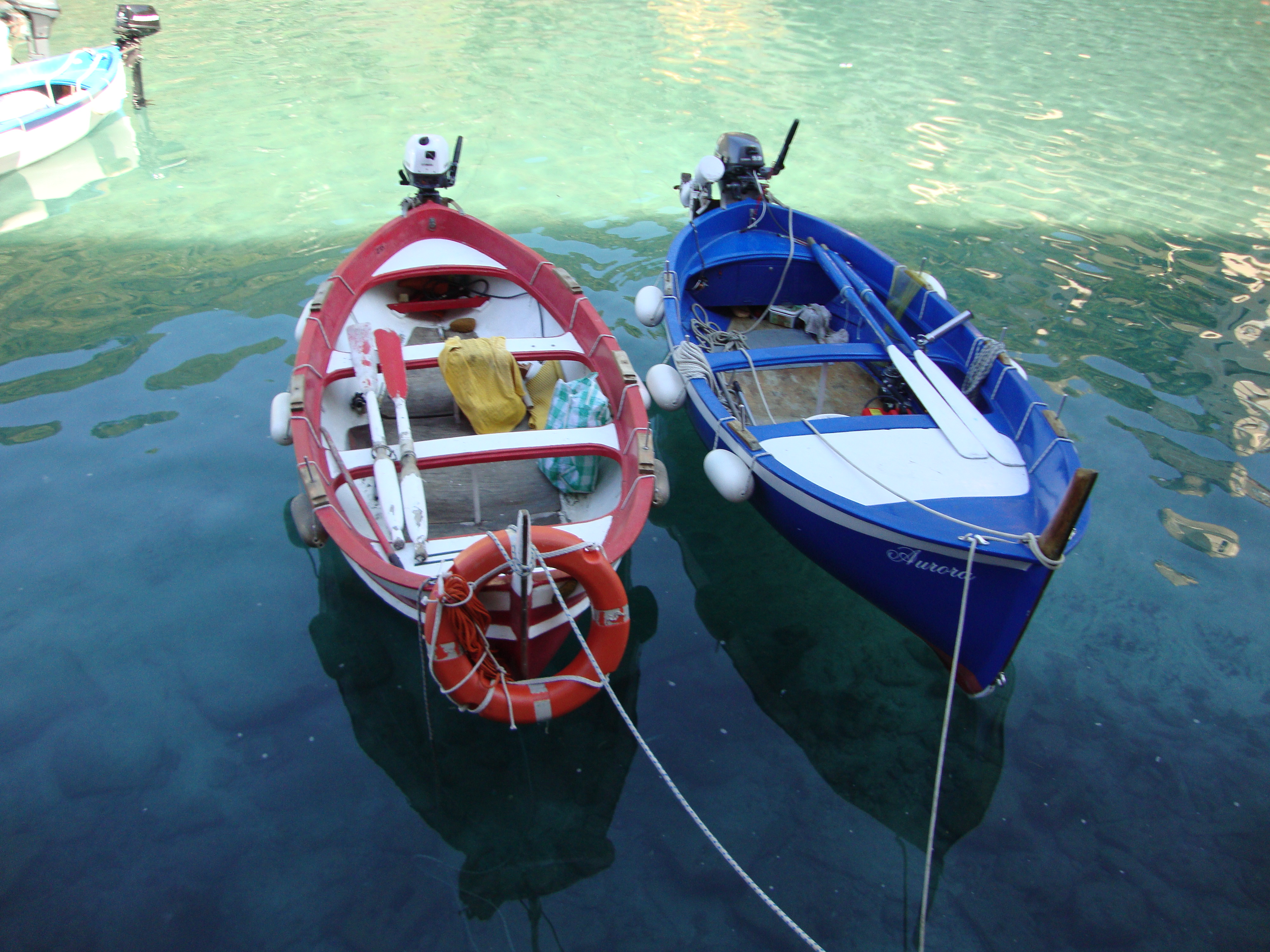
Gozzo mit Außenbordmotor
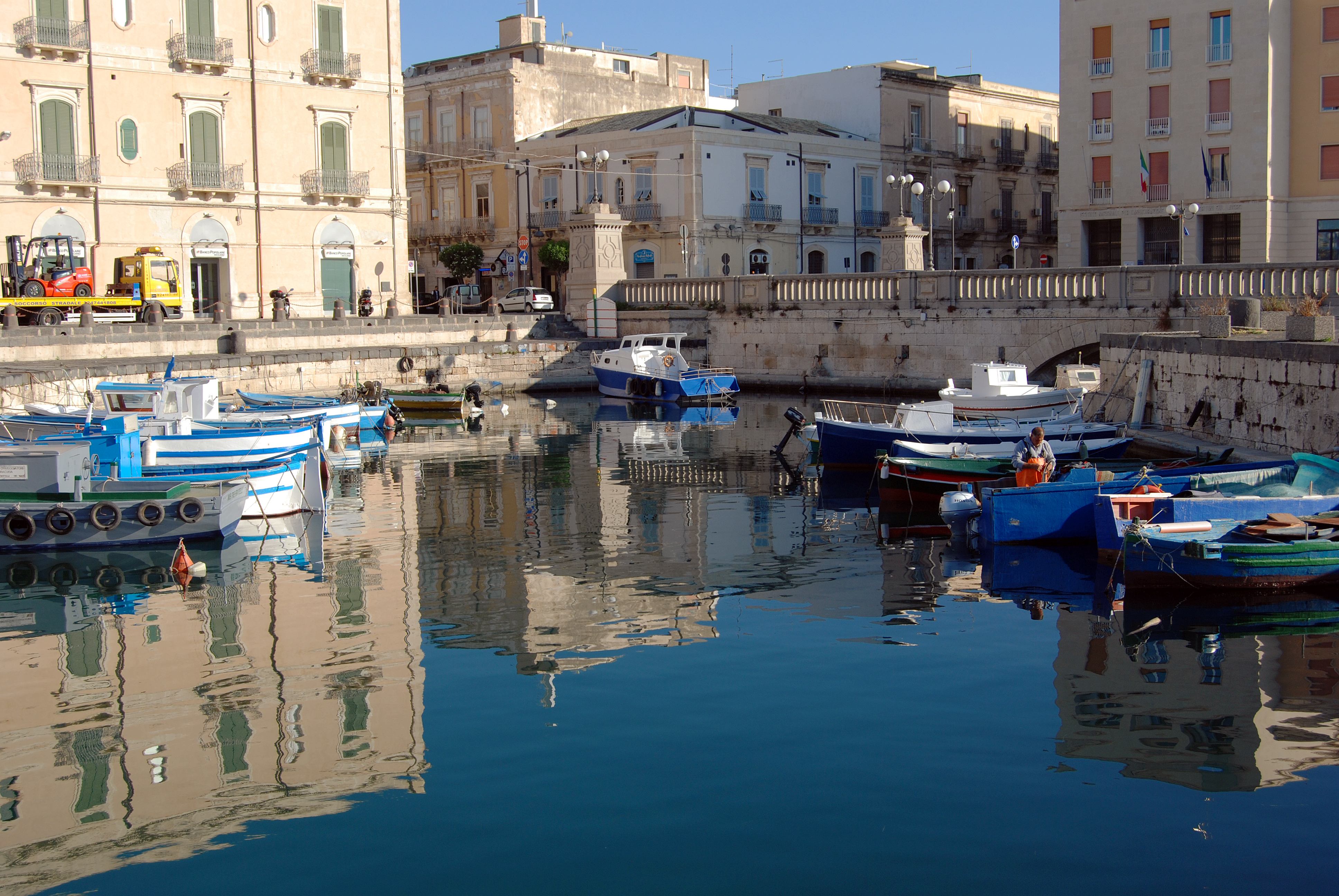
Gozzi mit verschiedenen Deckaufbauten
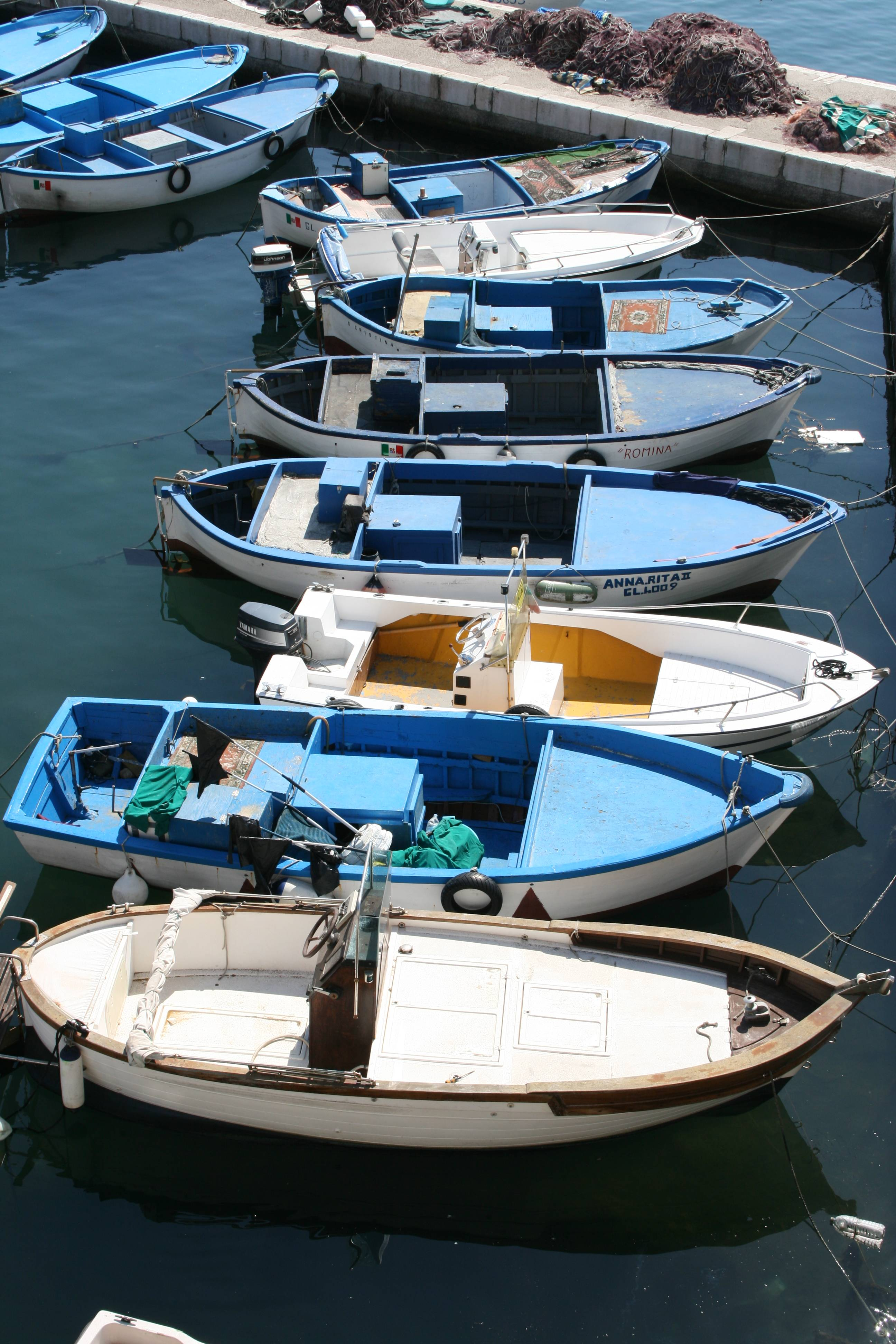
Unterschied Spitz- und Spiegelgatt deutlich zu erkennen